# Merveille Lukeba
Merveille Lukeba (Kinshasa, 30 marzo 1990) è un attore della Repubblica Democratica del Congo naturalizzato britannico, meglio conosciuto per il suo ruolo di Thomas Tomone nella terza e quarta stagione del teen drama della E4 Skins.

## Biografia
Nato a Kinshasa, nella Repubblica Democratica del Congo, egli è tuttavia cresciuto a Woolwich, nella zona sudorientale di Londra, allevato da madre cantante che gli ha trasmesso la passione per il mondo dello spettacolo. Anche sua sorella quindicenne, Jolene, è attrice e cantante.
Merveille parla fluentemente francese e lingala.

## Carriera
Il suo debutto sugli schermi è avvenuto nel 2006, anno nel quale è stato scelto per interpretare il soldato bambino della Sierra Leone Moses nel film Ezra, vincitore del Gran Premio FESPACO. L'anno seguente è stata la volta della sua prima apparizione televisiva, nel ruolo di Tre Douglas nella serie televisiva The Bill della ITV. 
Attualmente, egli interpreta il ruolo di Thomas nella quarta stagione della serie televisiva britannica Skins, oltre ad apparire in un certo numero di spot pubblicitari, in particolare per la Ford Mondeo, la Trident e la UEFA. 
A febbraio del 2008, egli è apparso sulla copertina del The New York Sun, rappresentando comunque non se stesso ma il suo personaggio. L'anno successivo è tornato sugli schermi, per un cortometraggio di Sky1 intitolato Perfect Day, facente parte di una serie di corti dal titolo 10 Minutes Tales. Merveille ha recitato insieme a Katie Jarvis, ed il suo corto è stato diretto da Jeremy Brock.

## Filmografia

### Cinema
- Ezra, regia di Newton I. Aduaka (2007)
- The Man in the Road, regia di George Milton (2009)
- Voodoo Magic, regia di Elom Bell (2013)
- A United Kingdom - L'amore che ha cambiato la storia, regia di Amma Asante (2016)
- Riot, regia di Simon Phillips (2017)

### Televisione
- Metropolitan Police - serie TV, episodio 23x57 (2007)
- Una storia in 10 minuti - serie TV, episodio 1x10 (2009)
- Skins – serie TV, 14 episodi (2009-2010)
- Bloody Foreigners – serie TV, episodio 1x01 (2010)
- Lewis – serie TV, episodio 6x03 (2012)
- Making Sparks – serie TV, 7 episodi (2013)
- Riviera – serie TV (2019)